# مقالات الإسلاميين واختلاف المصلين (كتاب)
مقالات الإسلاميين واختلاف المصلين هو كتاب من تأليف الإمام أبي الحسن الأشعري (ت 324 هـ). قال الإمام الدكتور أحمد الطيب، شيخ الأزهر، إن الإمام الأشعري جمع في هذا الكتاب مذاهب المنتمين للإسلام، وكذلك الاختلافات بين المصلين، منوها بأن كلمة مصلين مختارة بعناية فهو يقول «من صلى إلى قبلتنا فهو منا ولا نكفره». وأشار إلى أن الإمام الأشعري قسم الفرق إلى عشر فرق كبرى ومن كل فرقة كبرى انقسمت إلى عدة فرق كل فرقة منها تكفر الأخرى، منوها بأن الإمام الأشعري فطن إلى تعمد الكذب بين الفرق ومخالفيها من الآراء وإضافة أقوال ليست منها، بقصد التشنيع بهم. وأوضح، أن الإمام الأشعرى هو الوحيد الذي تصدى للمعتزلة وناظرهم وخطأهم وألقى من الضوء الكثير على نقاط الضعف عندهم، لافتاً إلى أن له عدة كلمات تكتب بماء من ذهب حيث قال «اختلف الناس بعد نبيهم على أشياء كثيرة ضلل بعضهم بعضا وبرأ بعضهم من بعض فصاروا فرقا متباينين وأحزابا متشتتين إلا أن الإسلام يجمعهم ويشتمل عليهم».

## موضوع الكتاب
يعتبر هذا الكتاب استقصاء وتسجيل تاريخي لجميع الفرق والاتجاهات الفكرية التي شهدتها الساحة الإسلامية منذ وفاة نبي الإسلام محمد وحتى بدايات القرن الثالث الهجري. يحتوي الكتاب على مجموعة من المقالات الخاصة بأفكار الفرق الإسلامية، وقد كان يتألف في الأصل من ثلاثة كتب: كتاب المقالات، وكتاب في دقيق الكلام، وكتاب في الأسماء والصفات. ضمها الأشعري بنفسه في كتاب واحد وقد استوعب جميع اختلافهم ومقالاتهم.

## منهج الكتاب
تميز الأشعري في كتابه بمنهجية الجمع بين الطريقتين في عرض آراء الفرق، فالجزء الأول معظمه كان وفق الطريقة الأولى، وهي جعل أصحاب المذاهب أصولاً. أما الجزء الثاني فهو وفق الطريقة الثانية، وهي جعل المسائل أصولاً، ثم إيرادها في كل مسألة مذهب طائفة طائفة وفرقة فرقة.
ففي القسم الأول تناول جليل الكلام ومذاهب الفرق فيه، وهي أصناف: الشيعة ـ الخوارج ـ المرجئة ـ المعتزلة ـ أصحاب الحديث وأهل السنة. وكل صنف منها يندرج تحته فرق كثيرة، وإن كان قد استهل الكتاب بتقسيم المسلمين إلى عشرة أصناف هي: الشيع، والخوارج، والمرجئة، والمعتزلة، والجهمية، والضرارية، والحسينية، والبكرية، والعامة، وأصحاب الحديث، والكلابية، وأصحاب عبد الله بن كلاب القطان. وأورد آراءها المختلفة في جليل الكلام. والقسم الثاني يتناول ثلثاه الأولان، مسائل في دقيق الكلام وآراء مختلف الفرق فيها، وخصوصا المعتزلة، والثلث الأخير فيه عود على بعض ما تناوله في القسم الأول من جليل الكلام.

## محتويات الكتاب
- مقالات الشيعة.
- مقالات الخوارج.
- أول مقالات المرجئة.
- مقالات المعتزلة.
- ذكر قول الجهمية.

## سبب تأليف الكتاب
حكى الإمام الأشعري في مستهل تقديمه للكتاب عن السبب الذي دفعه لخط هذا التصنيف، إذ يقول: «فإنه لابد لمن أراد معرفة الديانات والتمييز بينها من معرفة المذاهب والمقالات، ورأيتُ الناس في حكاية ما يحكون من ذكر المقالات ويصنفون من النِّحَل والديانات من بين مُقَصِّر فيما يحكيه وغَالط فيما يذكره من قول مخالفيه، ومن بين متعمد للكذب في الحكاية إرادة التشنيع على من يخالفه، ومن بين تارك للتقصي في روايته لما يرويه من اختلاف المختلفين، ومن بين من يضيف إلى قول مخالفيه ما يظن أن الحجة تلزمهم به، وليس هذا سبيل الربانيين، ولا سبيل الفطناء المميزين، فحداني ما رأيتُ من ذلك على شرح ما التمستُ شرحه من أمور المقالات، واختصار ذلك، وترك الإطالة والإكثار.»

## آراء العلماء فيه
اهتم الإمام الشهرستاني (ت 548 هـ) في كتابه «الملل والنحل» بالرجوع إلى مصادر أهل الديانات ومن بينها مقالات الإسلاميين لأبي الحسن الأشعري، حيث قال في المقدمة: «لما وفقني الله تعالى إلى مطالعة مقالات أهل العالم من أرباب الديانات والملل والأهواء والنحل، والوقوف على مصادرها ومواردها واقتناص أوانسها وشواردها، أردت أن أجمع ذلك في مختصر يحوي جميع ما تديّن به المتديّنون وانتحله المنتحلون عبرة لمن استبصر واستبصارا لمن اعتبر».